# Campeonato de Euskadi del Cuatro y Medio
El Campeonato de pelota vasca del Cuatro y Medio es una competición profesional individual del deporte de la pelota vasca, denominada comúnmente como "la jaula", por sus reducidas dimensiones. Es la máxima competición que se disputa en esta modalidad de la pelota mano.
Su nombre hace referencia a las medidas del frontón donde se juega, siendo pasa, es decir fallo toda pelota que bote más allá de ese número y, por ello es una modalidad dónde se requiere más destreza que fuerza resultando su desarrollo muy vistoso para el espectador por lo que la disciplina del "Cuatro y medio" tiene un gran acogida en el mundo "pelotazale" (aficionado a la pelota) y se ha convertido en una de las grandes modalidades individuales de este deporte.
Se comenzó a disputar en el año 1953, auspiciado por la Federación Española de Pelota Vasca, sin embargo en 1957 se dejó de organizar como campeonato oficial, siendo Ogueta, su último campeón. Tras muchos años de olvido se reanudó su disputa con carácter oficial en 1989. Desde entonces casi todos los pelotaris que han logrado el título son navarros, exceptuando el guipuzcoano Mikel Unanue que logró la txapela en 1999, el riojano Titín III que logró la txapela en 2007 y el labortano (vasco-francés) Sébastian González que lo logró en 2009. Esta tónica ha cambiado las últimas ocho ediciones en las que el guipuzcoano Altuna III ha sido el claro protagonista, disputando las ocho finales y ganando cuatro, con solo 28 años. Los grandes dominadores de la modalidad son los navarros Olaizola II con siete txapelas y Retegi II y Altuna III con cuatro.
Para todos los aficionados la final más recordada fue la que disputaron en el 1997 Retegi II y Titín III, que supuso la última txapela en una competición oficial para el "mago de Eratsun" Retegi.

## Palmarés
| Año       | Campeón           | Subcampeón        | Tanteo | Frontón                |
| --------- | ----------------- | ----------------- | ------ | ---------------------- |
| 1953      | Akarregi          | Bolinaga          | 22-21  | Gros                   |
| 1954      | Soroa II          | Ogueta            | 22-20  | Municipal de Bergara   |
| 1955      | Barberito I       | Ogueta            | 22-20  | Municipal de Bergara   |
| 1956      | Barberito I       | Txikuri           | 22-12  | Astelena               |
| 1957      | Ogueta            | Barberito I       | 22-03  | Municipal de Bergara   |
| 1958-1988 | No se disputó     |                   |        |                        |
| 1989      | Retegi II         | Galarza III       | 22-06  | Anoeta                 |
| 1990      | Retegi II         | Galarza III       | 22-15  | Anoeta                 |
| 1991      | Retegi II         | Eugi              | 22-07  | Ogueta                 |
| 1992      | Eugi              | Errasti           | 22-12  | Astelena               |
| 1993      | Galarza III       | Eugi              | 22-07  | Municipal de Bergara   |
| 1994      | Eugi              | Errandonea        | 22-13  | Ogueta                 |
| 1995      | Nagore            | Unanue            | 22-18  | Ogueta                 |
| 1996      | Arretxe           | Nagore            | 22-08  | Ogueta                 |
| 1997      | Retegi II         | Titín III         | 22-21  | Ogueta                 |
| 1998      | Nagore            | Eugi              | 22-11  | Ogueta                 |
| 1999      | Unanue            | Eugi              | 22-11  | Ogueta                 |
| 2000      | Eugi              | Nagore            | 22-05  | Labrit                 |
| 2001      | Barriola          | Eugi              | 22-10  | Ogueta                 |
| 2002      | Olaizola II       | Barriola          | 22-13  | Ogueta                 |
| 2003      | Nagore            | Titín III         | 22-15  | Ogueta                 |
| 2004      | Olaizola II       | Barriola          | 22-08  | Ogueta                 |
| 2005      | Olaizola II       | Xala              | 22-05  | Atano III              |
| 2006      | Martínez de Irujo | Barriola          | 22-21  | Ogueta                 |
| 2007      | Titín III         | Barriola          | 22-15  | Ogueta                 |
| 2008      | Olaizola II       | Martínez de Irujo | 22-17  | Atano III              |
| 2009      | González          | Martínez de Irujo | 22-18  | Atano III              |
| 2010      | Martínez de Irujo | Barriola          | 22-17  | Atano III              |
| 2011      | Olaizola II       | Martínez de Irujo | 22-12  | Frontón Bizkaia        |
| 2012      | Olaizola II       | Bengoetxea VI     | 22-09  | Ogueta                 |
| 2013      | Olaizola II       | Martínez de Irujo | 22-16  | Ogueta                 |
| 2014      | Martínez de Irujo | Olaizola II       | 22-17  | Frontón Bizkaia        |
| 2015      | Urrutikoetxea     | Martínez de Irujo | 22-20  | Frontón Bizkaia        |
| 2016      | Bengoetxea VI     | Altuna III        | 22-21  | Ogueta                 |
| 2017      | Altuna III        | Urrutikoetxea     | 22-21  | Frontón Bizkaia        |
| 2018      | Ezkurdia          | Altuna III        | 22-17  | Navarra-Nafarroa Arena |
| 2019      | Ezkurdia          | Altuna III        | 22-16  | Navarra-Nafarroa Arena |
| 2020      | Altuna III        | Jaka              | 22-09  | Frontón Bizkaia        |
| 2021      | Altuna III        | Laso              | 22-20  | Frontón Bizkaia        |
| 2022      | Ezkurdia          | Altuna III        | 22-21  | Frontón Bizkaia        |
| 2023      | Altuna III        | P. Etxeberria     | 22-09  | Frontón Bizkaia        |
| 2024      | Laso              | P. Etxeberria     | 22-19  | Frontón Bizkaia        |

## Palmarés por pelotaris
| Pelotari          | Txapelas | Finales |
| Olaizola II       | 7        | 8       |
| Altuna III        | 4        | 8       |
| Retegi II         | 4        | 4       |
| Eugi              | 3        | 8       |
| Martínez de Irujo | 3        | 8       |
| Nagore            | 3        | 5       |
| Ezkurdia          | 3        | 3       |
| Barberito I       | 2        | 3       |
| Barriola          | 1        | 6       |
| Galarza III       | 1        | 3       |
| Ogueta            | 1        | 3       |
| Titín III         | 1        | 3       |
| Bengoetxea IV     | 1        | 2       |
| Unanue            | 1        | 2       |
| Urrutikoetxea     | 1        | 2       |
| Akarregi          | 1        | 1       |
| Arretxe           | 1        | 1       |
| González          | 1        | 1       |
| Soroa II          | 1        | 1       |
| Laso              | 1        | 1       |
| P. Etxeberria     | 0        | 2       |
| Bolinaga          | 0        | 1       |
| Errandonea        | 0        | 1       |
| Errasti           | 0        | 1       |
| Jaka              | 0        | 1       |
| Xala              | 0        | 1       |

En negrilla pelotaris activos.

## Palmarés por provincias
| Provincia | Txapelas | Pelotaris |
| Navarra   | 28       | Aimar Olaizola, Olaizola II (7), Julián Retegi, Retegi II (4), Patxi Eugi, Juan Martínez de Irujo, Joseba Ezkurdia y Jorge Nagore (3), Fernando Arretxe , Abel Barriola, Oinatz Bengoetxea, Bengoetxea VI,Ladis Galarza, Galarza III, y Unai Laso (1) |
| Guipúzcoa | 6        | Jokin Altuna, Altuna III (4) y Miguel Soroa, Soroa II y Mikel Unanue (1) |
| La Rioja  | 3        | Abel San Martín, Barberito I (2) y Augusto Ibáñez, Titín III (1) |
| Vizcaya   | 2        | José Luis Akarregi y Mikel Urrutikoetxea (1) |
| Álava     | 1        | José María Palacios, Ogueta (1) |
| Lapurdi   | 1        | Sébastian González (1) |